# Achilophilus pachypus
Achilophilus pachypus är en mångfotingart som beskrevs av Karl Wilhelm Verhoeff 1937. Achilophilus pachypus ingår i släktet Achilophilus och familjen storjordkrypare. Inga underarter finns listade i Catalogue of Life.